# 1946 Walraven
1946 Walraven eller 1931 PH är en asteroid i huvudbältet som upptäcktes den 8 augusti 1931 av den holländske astronomen Hendrik van Gent i Johannesburg. Den har fått sitt namn efter den nederländske astronomen Theodore Walraven.
Asteroiden har en diameter på ungefär 9 kilometer.